# Бамбуковый топаколо
Бамбуковый топаколо (лат.  Psilorhamphus guttatus) — вид воробьиных птиц семейства топаколовых (Rhinocryptidae). Единственный представитель одноимённого рода Psilorhamphus. Подвидов не выделяют. Распространён в Бразилии, Аргентине и Парагвае.

## Описание
Бамбуковый тапаколо — небольшая птица длиной 13,5 см; самцы весят от 10,5 до 13 г, а самки (один экземпляр) — 11,5 г. У самцов макушка и верхняя часть спины серые, спина с коричневым налётом; задняя часть макушки и спина с мелкими белыми или бледно-охристыми пятнышками. Надхвостье и кроющие хвоста светло-красновато-коричневые, хвост серо-коричневый с узким белым кончиком. Края рулевых перьев усеяны маленькими охристыми пятнами с чёрной каймой. Крылья красновато-коричневые, кроющие и третьестепенные маховые перья с небольшими концевыми белыми или охристыми пятнами. Лицо и бока шеи бледно-серые, горло и грудь беловатые или бледно-охристые с мелкими тёмными пятнами, нижняя часть груди и брюхо охристые. Маленькие тёмные пятна на груди, бока со слабыми полосками тёмного цвета. Радужная оболочка беловатая, надклювье тёмное, подклювье бледное; цевка коричневатая. Окраска оперения самок сходное, но верхняя часть тела коричневая, а не серая, а нижняя часть — более охристая. Ювенильные особи не описаны.

## Вокализация
Очень громкая песня продолжительностью 13—20 секунд представляет собой повторяющуюся громкую и ровную или нарастающую по интенсивности ноту, с частотой 0,9—1 кГц, затем следуют 4—3 ноты в секунду, «wood-wood-wood», в течение первых 2—3 секунд громкость увеличивается, а высота тона слегка понижается или повышается. Паузы между песнями составляют около 16 секунд.

## Биология
Бамбуковый тапаколо добывает пищу поодиночке или парами, перепрыгивая с ветки на ветку на высоте до 2 м над землёй, но может забираться на высоту до 7 м в густых лианах или опускаться на землю. Держит переднюю часть тела низко, а хвост приподнятым. Питается насекомыми и их личинками .
Биология размножения не описана.

## Распространение и места обитания
Бамбуковый тапаколо распространён на юго-востоке Бразилии от юго-востока штата Минас-Жерайс и запада штата Эспириту-Санту до северо-востока штата Риу-Гранди-ду-Сул, а также в прилегающих районах северо-востока Аргентины (провинция Мисьонес) и, вероятно, на юго-востоке Парагвая.
Естественной средой обитания являются опушки густых вторичных лесов, заросли виноградной лозы и другой густой растительности. Встречается на высоте от 300 до 1000 м над уровнем моря.

## Систематика
Систематическое положение вида неоднократно изменялось. В разное время род Psilorhamphus относили к семействам Thamnophilidae, Troglodytidae или Polioptilidae. Но строение сиринкса и грудины типичны для представителей семейства Rhinocryptidae. Морфологические и генетические исследования подтвердили принадлежность данного рода к семейству Rhinocryptidae.